# Меловское сельское поселение (Орловская область)
Меловское сельское поселение — муниципальное образование в Хотынецком районе Орловской области Российской Федерации.
Площадь 8574,2 га. Административный центр — деревня Кукуевка

## Физико—географическая характеристика
Муниципальное образование протянулось с запада на юго—восток через центральную часть района.

### Климат
На территории поселения господствует умеренно континентальный тип климата (по классификации Кёппена Dfb).

## История
Меловское сельское поселение образовано 25 октября 2004 г.
Во время Великой Отечественной войны территория муниципального образования была оккупирована немецко—фашистскими захватчиками с 5 октября 1941 года. Почти два года продолжалась политика террора, насилия и грабежей фашистов над местным населением, которое так и не покорилось им, а лишь продолжало храбро сопротивляться. Административный центр, д. Кукуевка, был освобождён 10 августа 1943 года усилиями 84 гвардейской стрелковой дивизии.

## Население
| 2010 | 2012 | 2013 | 2014 | 2015 | 2016 | 2017 |
| ---- | ---- | ---- | ---- | ---- | ---- | ---- |
| 952  | ↘937 | ↘931 | ↘897 | ↘887 | ↗893 | ↘872 |
| 2018 | 2019 | 2020 | 2021 | 2023 |      |      |
| ↗874 | ↘837 | ↗854 | ↘711 | ↘687 |      |      |

## Состав поселения
В Меловское сельское поселение входят 9 населённых пунктов:
| № | Населённый пункт | Тип населённого пункта          | Население (2010) |
| - | ---------------- | ------------------------------- | ---------------- |
| 1 | Алексеевка       | деревня                         | 20               |
| 2 | Звезда           | посёлок                         | 439              |
| 3 | Конёвка          | деревня                         | 7                |
| 4 | Кукуевка         | деревня, административный центр | 366              |
| 5 | Меловое          | село                            | 14               |
| 6 | Музалевка        | деревня                         | 9                |
| 7 | Образцово        | деревня                         | 54               |
| 8 | Челищево         | деревня                         | 0                |
| 9 | Чертовое         | деревня                         | 43               |

## Транспорт
По территории поселения проходит местная дорога 54К—3, связывающая районный центр Хотынец с федеральной дорогой Р120. Расстояние между административным центром поселения д. Кукуевка и райцентром 3,5 км.